# Andrea Bouma
Andrea Bouma (Sassenheim, 6 november 1999) is een Nederlands atlete. Zij is gespecialiseerd in de sprint, met name op de afstand 400 m. Zij maakte deel uit van het team dat in 2022 op de 4 × 400 m estafette een gouden medaille won op de Europese kampioenschappen.

## Biografie
Bouma was voor het eerst internationaal actief in 2016 op wereldkampioenschappen U20 in het Poolse Bydgoszcz op de 200 m. Hier drong zij door tot de halve finales met een tijd van 24,19 s. In de halve finale haalde ze in dezelfde tijd de finale niet. Op de Nederlandse kampioenschappen van 2020 won Bouma een gouden medaille op de 400 m met een tijd van 53,87.
Bouma werd in 2021 uitgezonden naar de vertraagde Olympische Spelen in Tokio. Op de 4 × 400 m estafette was zij reserve en zag ze haar landgenotes op de zesde plaats eindigen.
In 2022 deed Bouma mee aan de Wereldkampioenschappen indoor in Belgrado. Hier nam ze met Lieke Klaver, Eveline Saalberg, Lisanne de Witte en Femke Bol deel aan de 4 × 400 m estafette, waarop ze met een tijd van 3.28,57 een zilveren medaille wisten te behalen. In juni van datzelfde jaar behaalde zij individueel ook een zilveren medaille op de NK in Apeldoorn met een tijd van 53,61. Een maand later trad Bouma ook aan op de WK 2022 in Eugene in Oregon. Samen met Zoë Sedney, Naomi Sedney en Minke Bisschops wist ze op de 4 × 100 m niet door te stoten naar de finale. In augustus 2022 nam zij deel aan de EK in München, Duitsland, waar zij in de series van de 4 x 400 m samen met de zusjes Laura en Lisanne de Witte en Lieke Klaver met een overwinning in 3.25,84 voor het Nederlandse team een plaats in de finale zeker stelde. In die finale slaagden Eveline Saalberg, Lieke Klaver, Lisanne de Witte en Femke Bol erin om voor het eerst in de EK-historie voor Nederland de eindoverwinning in de wacht te slepen in een zeer sterke nationale recordtijd van 3.20,87.
In 2023 en 2024 kampte Bouma met verschillende blessures, waardoor ze onder meer de Olympische Spelen in Parijs moest missen.

## Kampioenschappen

### Internationale kampioenschappen
| Onderdeel          | Titel | Jaar |
| ------------------ | ----- | ---- |
| 4 x 400 m          |       |      |
| Europees kampioene | 2022  |      |

### Nationale kampioenschappen
| Onderdeel | Titel                | Jaar |
| --------- | -------------------- | ---- |
| 400 m     | Nederlands kampioene | 2020 |

## Persoonlijke records
Outdoor
| Onderdeel | Prestatie          | Datum            | Plaats            |
| --------- | ------------------ | ---------------- | ----------------- |
| 100 m     | 11,87 s (+1,4 m/s) | 25 mei 2017      | Vught             |
| 200 m     | 23,71 s (+1,4 m/s) | 14 augustus 2021 | La Chaux-de-Fonds |
| 300 m     | 37,92 s            | 7 september 2022 | Ninove            |
| 400 m     | 52,73 s            | 11 juni 2022     | Genève            |

Indoor
| Onderdeel | Prestatie | Datum            | Plaats    |
| --------- | --------- | ---------------- | --------- |
| 60 m      | 7,71 s    | 10 februari 2018 | Apeldoorn |
| 200 m     | 24,39 s   | 30 januari 2021  | Wenen     |
| 400 m     | 53,12 s   | 26 februari 2022 | Apeldoorn |

## Palmares

### 200 m
- 2016: 8e in ½ fin. WK U20 in Bydgoszcz – 24,19 s (+1,0 m/s)

### 400 m
- 2020:  NK – 53,87 s
- 2021: 5e NK indoor – 54,10 s (in serie 54,04 s)
- 2021: 5e NK – 53,52 s
- 2021:  Memorial Van Damme (nat. progr.) - 53,39 s
- 2022: 5e NK indoor – 53,30 s (in serie 53,12 s)
- 2022:  NK – 53,61 s
- 2023: 6e NK indoor – 54,21 s (in serie 53,54 s)
- 2023: 7e NK – 54,23 s (in ½ fin. 53,77 s)
- 2024: 7e NK – 54,50 s (in ½ fin, 54,48 s)

### 4 × 100 m
- 2022: 6e in serie WK - 43,46 s

### 4 × 400 m
- 2021: 6e EK voor landenteams in Cluj-Napoca – 3.34,41
- 2022:  WK indoor – 3.28,57[9]
- 2022:  EK - 3.20,87 (NR)[10]